# Karlobag
Karlobag (italienska: Carlopago, latin: Vegium) är en ort och kommun i regionen Primorje i Kroatien. Orten har cirka 1 000 invånare och ligger vid Adriatiska havet i Lika-Senjs län. Karlobag är en turistort vid berget Velebits fot.

## Historia
Staden grundades på 1300-talet av den tysk-romerske kejsaren Karl IV och är uppkallad efter honom.

## Kommunikationer
Tätorten genomkorsas av väg E65. Söderut går vägen mot Zadar och Dubrovnik, och norrut mot Rijeka och Zagreb. Orten har även vägförbindelse över Velebit i en serpentinväg upp till staden Gospić. Med buss tar det cirka 3 timmar till Zagreb, 4 timmar till Pula, 1 timme till Zadar, 2 timmar till Šibenik och 45 min till Gospić.

## Turism
Karlobag har två stora stränder, Gradsko kupalište (Stadsbadet) och Plantaža (Plantagen). Vid plantagen finns två hotell, en minigolfbana, en tennisplan, en turistrestaurang, en minibassäng med havsvatten, en trampbåtsuthyrning samt en kaffebar. Vid stadsbadet finns en grill.